# 32. pehotna divizija (ZDA)
Za druge 32. divizije glejte 32. divizija.
32. pehotna divizija (izvirno angleško 32nd Infantry Division) je bila pehotna divizija Kopenske vojske ZDA.